# Drastic Reality
Drastic Reality è il secondo album studio del gruppo musicale polacco Sacrum, pubblicato nel 1999.

## Tracce
1. Last Witness – 4:27
2. Paradise Viper – 5:17
3. Sagarmatha – 5:06
4. Rebellion – 3:49
5. All For Sale – 3:52
6. Wintry Dance – 2:37
7. Euphoric Tragedy – 4:44
8. Against Violence (Never Again) – 4:03
9. Valley of Sorrow – 7:30

## Formazione
- Paweł Szarowicz - voce, batteria
- Konrad Jarząbek - voce
- Piszczel - basso
- Łukasz Forystek - basso
- Marcin Sutor - chitarra
- Grzegorz Góra - chitarra, tastiera